# 合生創展
合生創展集團有限公司（英語：Hopson Development） (港交所：0754) 是中華人民共和國廣東省五大地產發展商（碧桂園、恆大、富力、合生創展、雅居樂）之一。

## 历史
1992年由民營企業家朱孟依先生成立，1998年在香港聯合交易所有限公司主板上市， 是以發展中高檔大型住宅地產物業為主的大型地產集團。 主要業務是投資控股、物業發展、物業投資及物業管理業務。2007年6月，合生商业地产成立，2009年开始在上海五角场建设商业综合体（工程名为“合生国际广场”，2016年初开业时更名为上海五角场合生汇）。
2010年11月3日以總代價68.75億元人民幣向主席朱孟依兒子朱一航收購日佳投資全部股權，日佳主要在北京市通州區馬駒橋鎮環保產業園區發展38幢總建築面積 62.5萬平方米的辦公樓宇，完成後將納入為集團的租賃物業組合。合生將以現金23億人民幣及每股作價8.806元的新股支付收購，朱一航將佔擴大後股本 18.49%。
2012年4月17日以2.93億人民幣認購北京農村商業銀行4.99%權益。
2018年10月，合生創展向張順宜購入中環中心49樓全層，作價為11.18億港元。
2020年10月，合生創展向陳秉志購入中環中心48樓全層，作價為9.8億港元。
2020年11月4日合生創展集團向最終控股股東朱孟依認購內地在線交易配對平台「優選好生活」- i元知集團20%股權，現金代價1.82億美元，將以內部資源撥付。
2022年9月13日，合生商业与超竞集团联合发布“HOPS★ON 超极合生汇”品牌，该品牌被定位为“泛文化体育娱乐社交商业综合体”。2024年4月18日，位于昌平区原永旺国际商城的北京超极合生汇一期开业。

## 主要物業

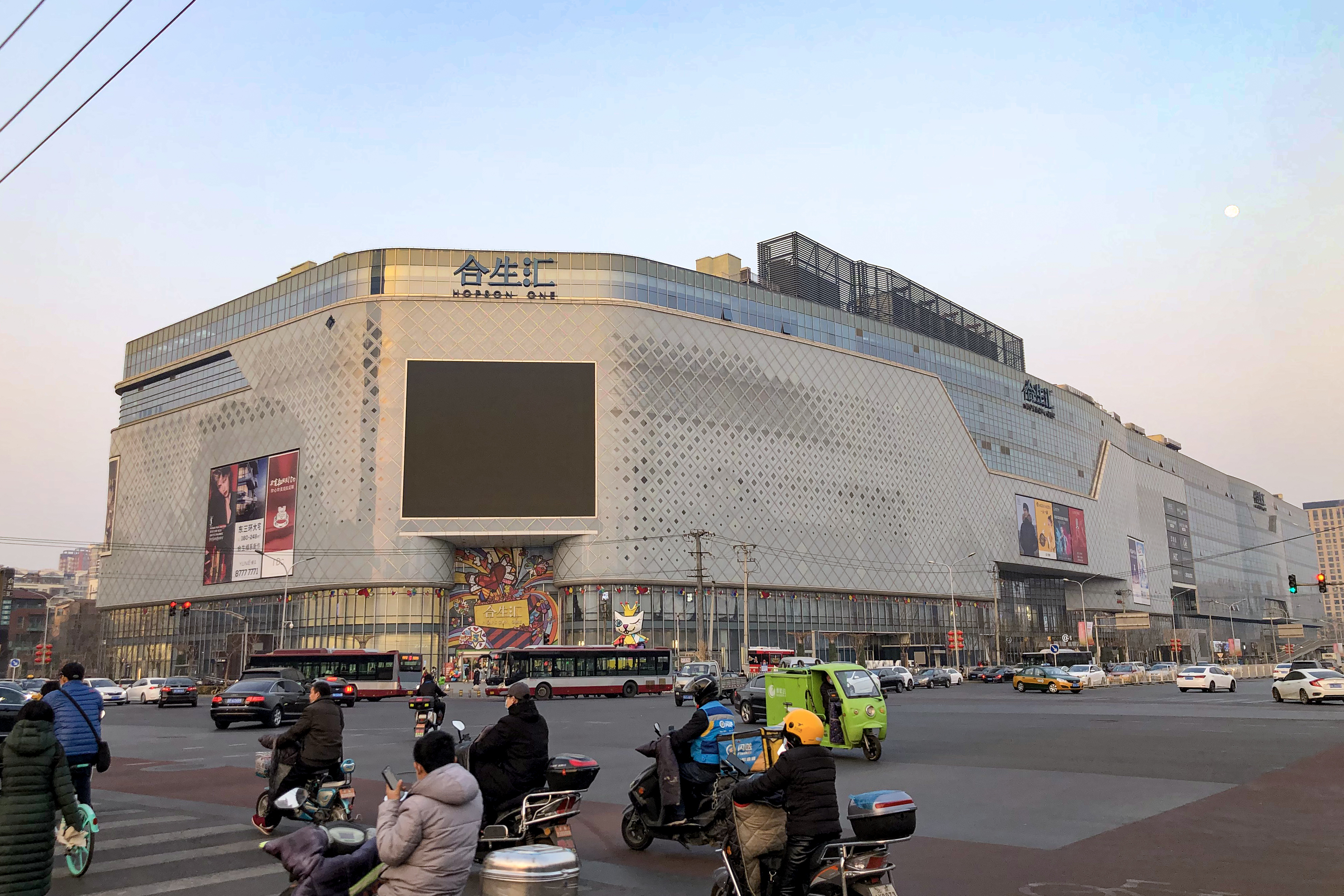
北京朝阳合生汇

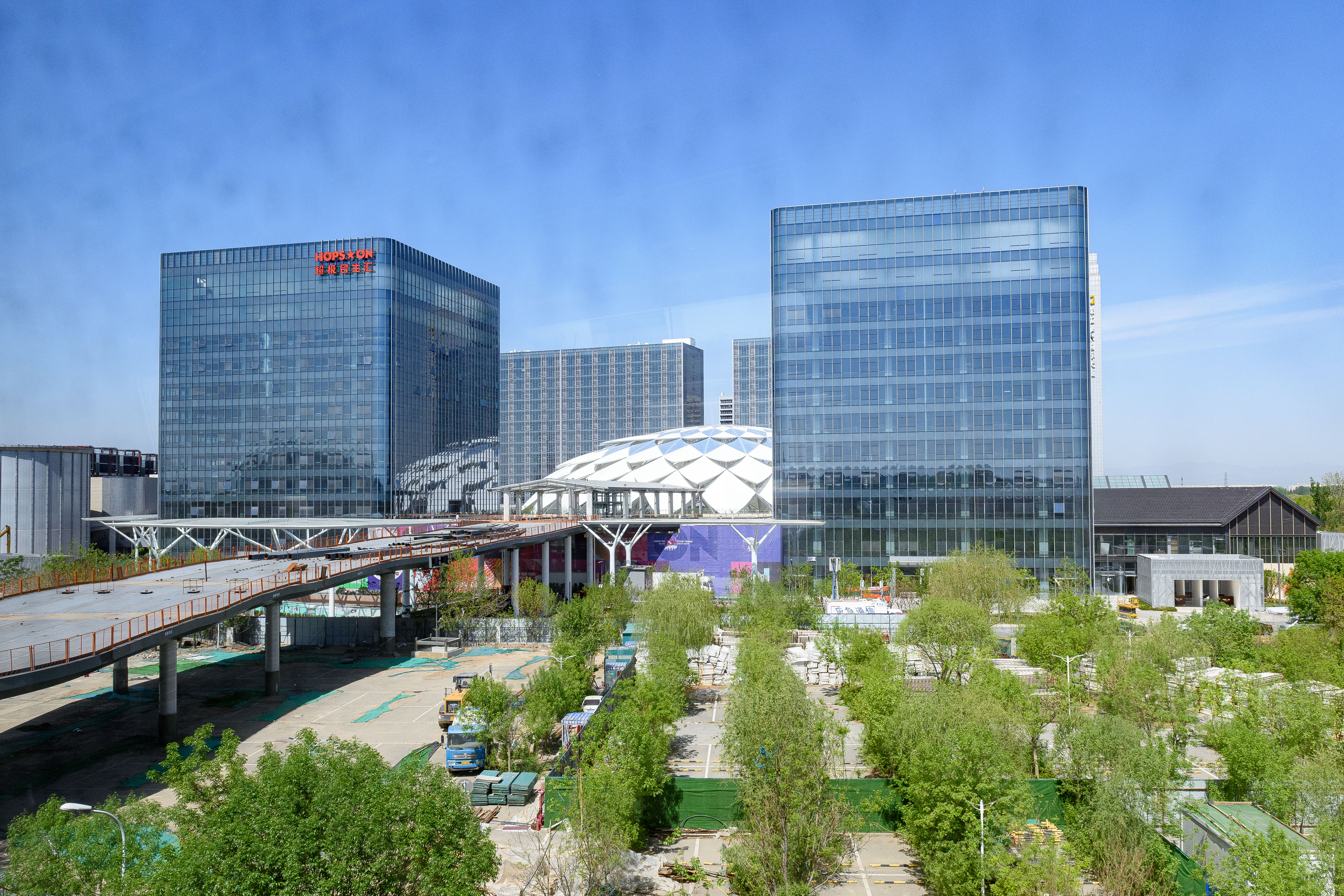
北京超极合生汇

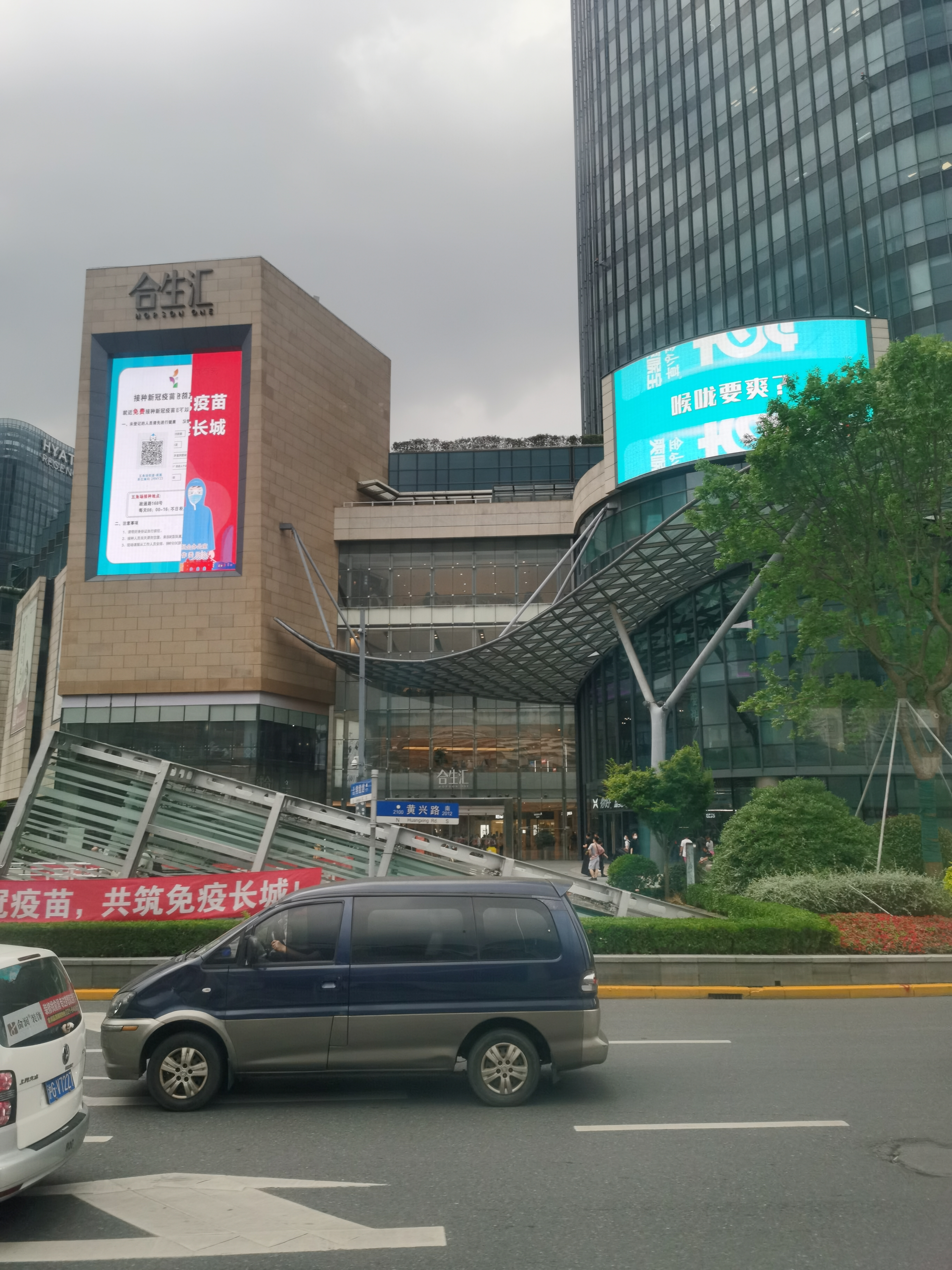
位于上海市杨浦区五角场的合生汇为合生创展集团属下项目

廣州
- 駿景花園－南苑
- 逸景翠園
- 華南新城
- 華景新城
- 珠江帝景
- 帝景華苑
- 頤景華苑
- 廣州合生國際大廈
- 雲山熹景
- 帝景山莊

惠州
- 惠州帝景灣
- 合生國際新城

北京
- 北京珠江帝景
- 北京羅馬嘉園
- 北京珠江綠洲家園
- 合生國際花園

上海
- 上海合生城邦
- 上海合生國際大廈

天津
- 天津京津新城

## 連結
- 合生創展集團有限公司（页面存档备份，存于）